# بخش باکسکین (شهرستان راس، اوهایو)
بخش باکسکین (به انگلیسی: Buckskin Township) یک منطقهٔ مسکونی در ایالات متحده آمریکا است که در شهرستان روس، اوهایو واقع شده‌است.
 بخش باکسکین ۱۳۰٫۲ کیلومتر مربع مساحت و ۱٬۰۴۰ نفر جمعیت دارد و ۳۳۵ متر بالاتر از سطح دریا واقع شده‌است.